# Пертика Баса
Пертика Баса (итал. Pertica Bassa) је насеље у Италији у округу Бреша, региону Ломбардија.
Према процени из 2011. у насељу је живело 711 становника. Насеље се налази на надморској висини од 513 м.

## Становништво
Према резултатима пописа становништва 2011. у општини је живело 686 становника.
| 1951. | 1961. | 1971. | 1981. | 1991. | 2001. | 2011. |
| ----- | ----- | ----- | ----- | ----- | ----- | ----- |
| 1.288 | 1.125 | 926   | 815   | 713   | 711   | 686   |